# Francesco I. de’ Medici

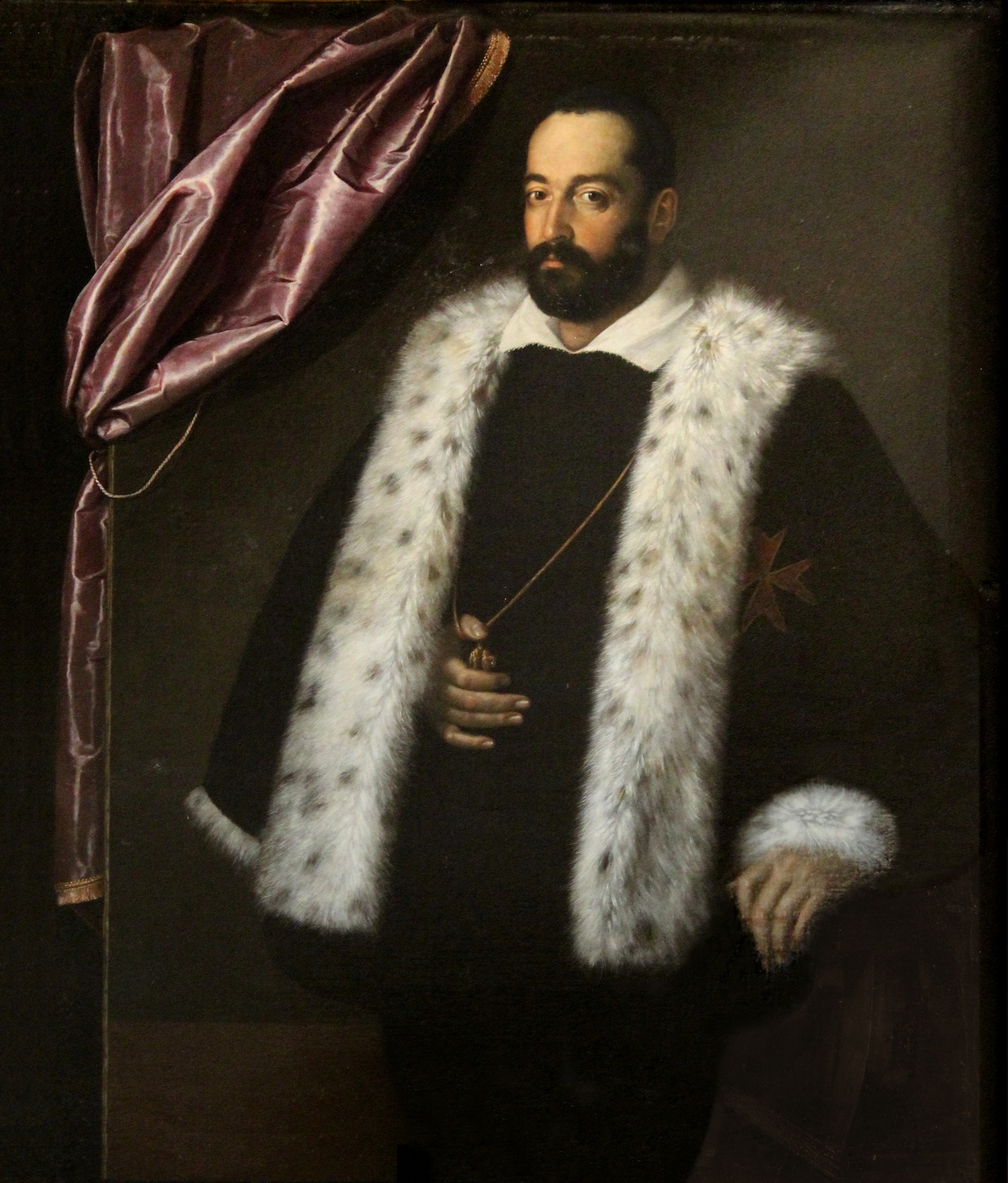
Francesco I. de’ Medici, Großherzog der Toskana, auf einem Porträt von Scipione Pulzone, 1584–86, Uffizien, Florenz

Francesco de’ Medici (deutsch Franz I.; * 25. März 1541 in Florenz; † 19. Oktober 1587 in Poggio a Caiano) aus der Familie Medici war vom 21. April 1574 bis 17. Oktober 1587 Großherzog der Toskana in der Nachfolge seines Vaters Cosimo I., den er bereits seit 1564 als Regent vertreten hatte. Seine Mutter war Eleonora von Toledo.

## Leben und Wirken

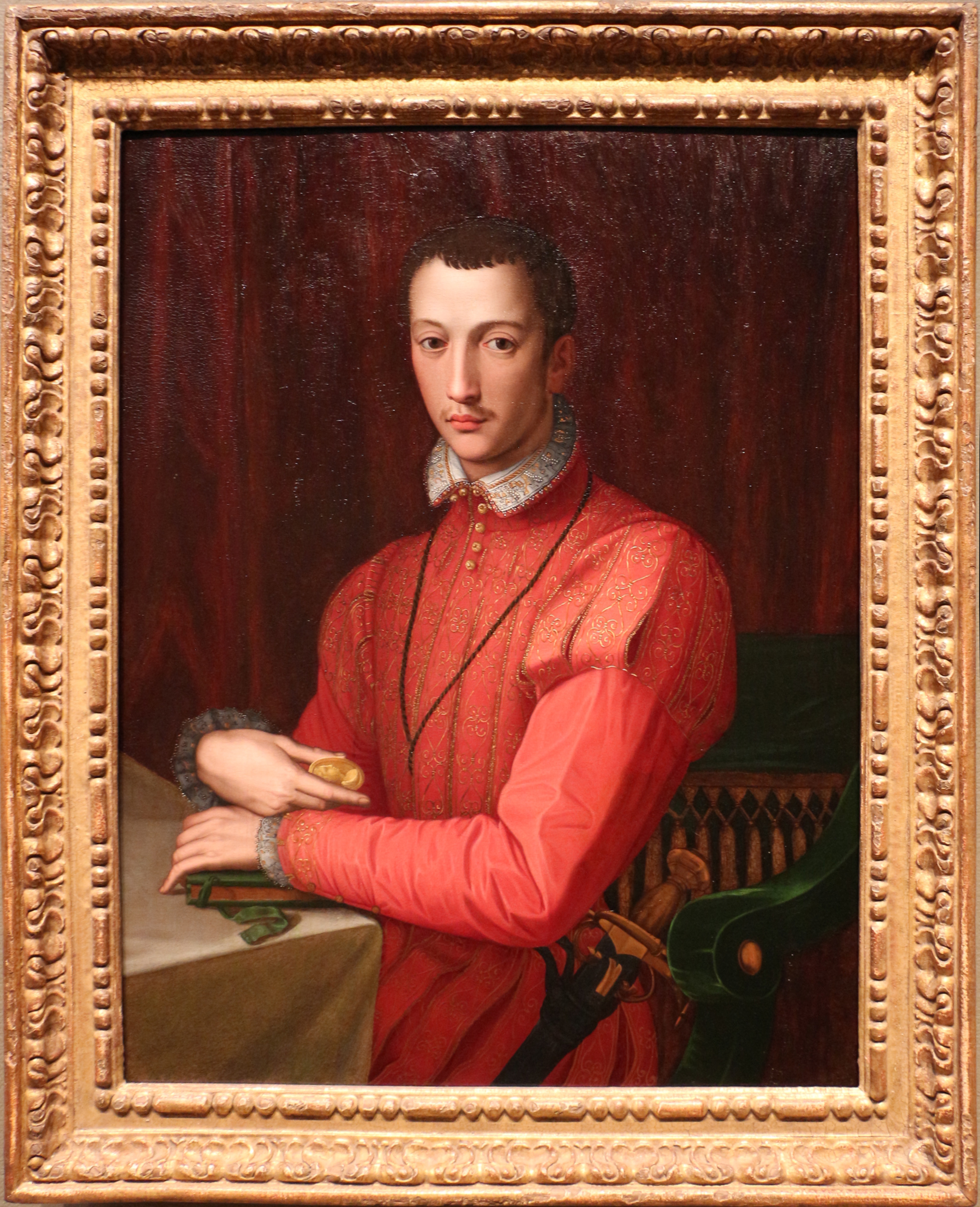
Alessandro Allori (zugeschr.): Francesco I. de’ Medici, um 1560, Art Institute of Chicago

Francesco heiratete am 18. Dezember 1565 Johanna von Österreich (* 24. Januar 1548; † 10. April 1578), eine Tochter des Kaisers Ferdinand I. Nach dem Tod seines Vaters regierte er Florenz mit Selbstherrlichkeit und in der Manier eines Despoten. Minister, die sich ihm nicht völlig ergeben zeigten, verloren jeden Einfluss. Er zwang seine Stiefmutter, sich in einen Konvent zurückzuziehen, und hielt seine Brüder aus Florenz fern. Man sagt von ihm, dass er die Privilegien der Macht liebte, weniger ihre Bürden.
Während Cosimo die Unabhängigkeit seines Staates behauptet hatte, schloss sich Francesco eng an Österreich an. Dafür bestätigte der Kaiser ihm nun den Titel eines Großherzogs der Toskana, den Cosimo vom Papst erhalten, der Kaiser aber bisher nicht anerkannt hatte. An Spanien zahlte er große Geldsummen, die für das Volk von Florenz eine harte Belastung darstellten. Um die Schutzmächte Österreich und Spanien nicht zu verstimmen, ließ er die Beziehungen zu Frankreich ruhen.
Ökonomisch erlebte Florenz in seiner Regierungszeit einen Niedergang. Hohe Getreidesteuern belasteten die Bauern so stark, dass die Landwirtschaft in der Maremma zum Teil zum Erliegen kam. Den Handel machte er zu einem Monopol des herzoglichen Hauses, was dem Land als Ganzem schadete. Auch die Industrie erlitt unter seiner Regierung einen Rückschlag. Die von Francesco gegründeten Porzellan-Manufakturen (sog. Medici Porzellan oder Weichporzellan) und Pietra-Dura-Werke erlebten erst nach seinem Tod eine Blüte.

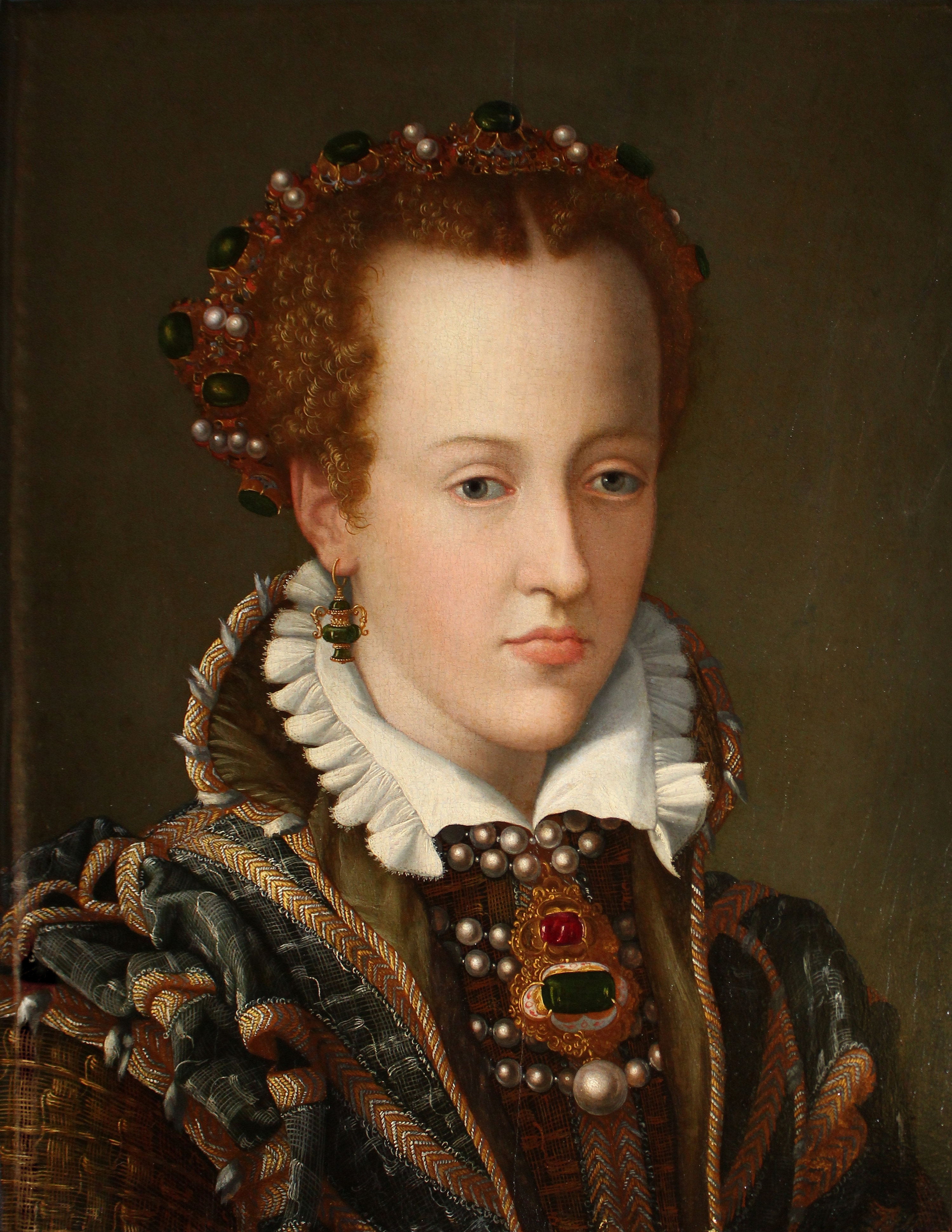
Erzherzogin Johanna, Großherzogin von Toskana. Gemälde von Alessandro Allori, 1570

Unbestritten ist dagegen seine Neigung zu Wissenschaft und Literatur, die er mit vielen Medici teilt. Er förderte Giovanni Bologna, gründete die Galleria degli Uffizi und ließ das Medici-Theater und das Schloss in Pratolino bauen. Während seiner Herrschaft wurde die Accademia della Crusca eingerichtet. Francesco hatte außerdem eine Leidenschaft für Chemie bzw. Alchemie und verbrachte viel Zeit in seinem Laboratorium.
Er führte den Aufbau einer neuen Stadt bei Livorno fort, der von Cosimo I. geplant worden war und auch von allen nachfolgenden Medici betrieben wurde. Livorno verfügte damals nur über einen schlecht geschützten Naturhafen.
Berüchtigt sind Francescos Neigungen zu Exzessen und sogar zu Blutvergießen. In seiner Regierungszeit stieg die Kriminalität in Florenz an (während der ersten achtzehn Monate seiner Regierung wurden nicht weniger als 168 Morde verübt). Sein schlechtes Vorbild und – wohl mit mehr Recht – seine Vernachlässigung der Staatsangelegenheiten werden dafür verantwortlich gemacht.

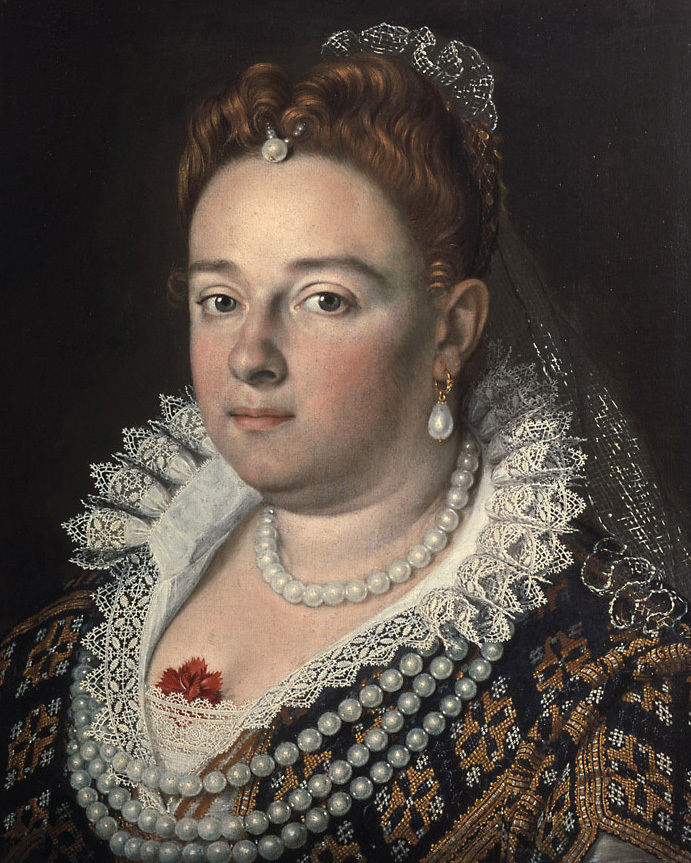
Bianca Cappello, seine Mätresse und spätere zweite Ehefrau, 1584. Porträt von Scipione Pulzone, KHM, Wien

1575 wurde eine Verschwörung des Orazio Pucci gegen Cosimo entdeckt. Obwohl die Verschwörer ihre Pläne schon aufgegeben hatten, wurden sie unnachsichtig verfolgt und hingerichtet. Pucci selbst wurde, um ihm eine besondere Schmach anzutun, an demselben Fenster des Palazzo Vecchio erhängt, an dem Cosimo schon seinen Vater hatte hinrichten lassen. Der Besitz der Verschwörer wurde konfisziert. Der Gewinn für den Großherzog betrug mehr als 300.000 Dukaten.
Noch während seiner Ehe mit Johanna begann Francesco ein Liebesverhältnis mit Bianca Cappello (1548–1587), einer adligen Venezianerin, die mit einem jungen Florentiner namens Pietro Buonaventuri verheiratet war. Ihr Gatte erhielt zunächst einen Posten bei Hof, wurde aber einige Zeit später ermordet. Es gab das Gerücht, dass der Großherzog dieses Verbrechen gebilligt habe; jedenfalls konnte er nun ungehindert seiner Leidenschaft nachgehen.
Unmittelbar nachdem Johanna 1578 im Kindbett gestorben war, heiratete Francesco Bianca Cappello. Die Ehe wurde jedoch erst am 5. Juni 1579 offiziell bekannt gegeben.

## Tod

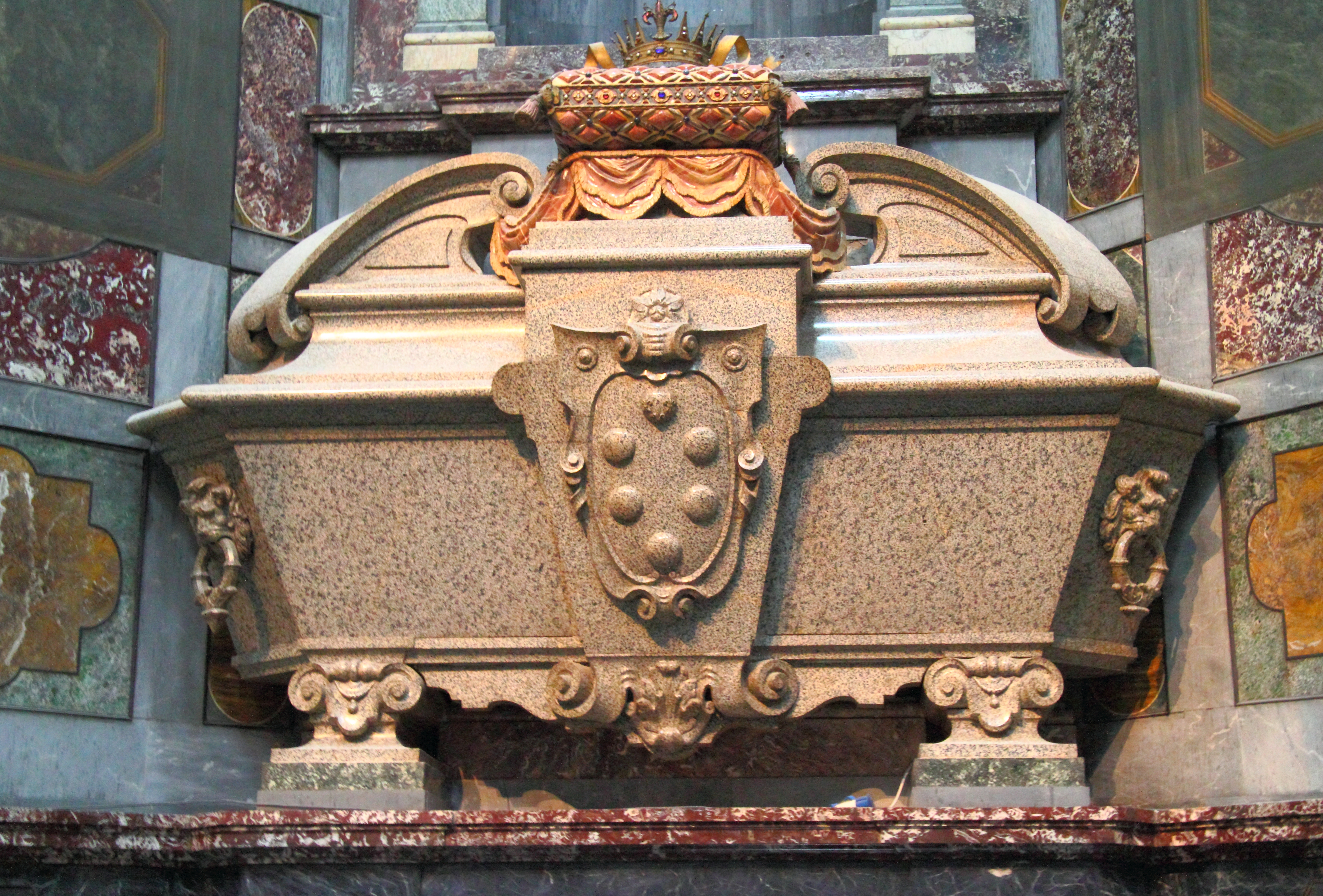
Grab von Francesco I. in der Fürstenkapelle der Basilica di San Lorenzo, Florenz

Im Oktober 1587 erkrankten Francesco und seine Ehefrau Bianca nach einem gemeinsamen Abendessen mit seinem Bruder Ferdinando (1549–1609) schwer. Ferdinando, der seit einigen Wochen in der Villa mit dem Paar lebte, isolierte das Paar sofort nach dem plötzlichen Ausbruch der Erkrankung und übernahm die Kontrolle des Haushalts. Francesco verstarb am 19. Oktober 1587 in seiner Villa in Poggio a Caiano, seine Ehefrau Bianca verstarb wenige Stunden später am darauffolgenden Tag.
Nach dem überraschenden Tod des Ehepaares ließ Ferdinando eine Obduktion der Leichen vornehmen, und verkündete, dass diese Malaria als Todesursache ergab. Trotzdem hielten sich hartnäckig Gerüchte über einen möglichen Giftmord, insbesondere wegen des kurzen zeitlichen Abstands des Todes nach elftägiger Krankheit des Paares. Im Jahr 2006 veröffentlichten der Toxikologe Francesco Mari und die Historikerin Donatella Lippi einen Bericht, in dem sie eine erhöhte Arsenkonzentration in den Überresten von Francescos Körper bekanntgaben. Das wurde kurz darauf durch den Pathologen Gino Fornaciari vom Medici Projekt, in dem ab 2004 systematisch die Überreste der Medici untersucht wurden, heftig kritisiert. 2010 veröffentlichte er eine DNA-Analyse der Skelettreste von Francesco, die eindeutig DNA von Plasmodium falciparum, dem Erreger der besonders tödlichen Malaria tropica, nachwies. Fornacieri hielt auch die Zuordnung der Proben durch Mari und Lippi für nicht eindeutig belegt (sie hatten ein Barthaar von Francesco gefunden und in einer anderen Kirche Eingeweide, die sie beide Francesco zuordneten und Bianca). Ein möglicherweise erhöhter Arsengehalt erkläre sich nach dem Pathologen Gino Fornaciari zum Beispiel durch die Behandlung der Malaria mit Arsen durch die damaligen Ärzte, sekundäre Kontamination nach dem Tod oder durch die alchemistischen Experimente von Francesco. Nach Fornaciari konnte durch seinen Fund die offizielle Todesursache, Tod durch Malaria, eindeutig bestätigt werden. Eine entsprechende Untersuchung seiner Ehefrau Bianca konnte zunächst nicht vorgenommen werden, da ihr Bestattungsort unbekannt ist. So wurden im Jahr 1857 alle Angehörigen der Medici exhumiert und in ihren heutigen Gräbern wieder bestattet. Die Medizinhistorikerin Donatella Lippi hält 2015 weiterhin daran fest, dass eine Arsenvergiftung die Ursache war, und stützt sich dabei auf neue Archivfunde: ein Bericht von Ferdinando an den Papst schildert Symptome der Erkrankten, die nach Lippi auf Arsenvergiftung deuten. Nachweise der DNA von Malariaerregern besagen nach ihr nichts über die Todesursache, da Malaria damals dort endemisch war.
Der Maler Giuseppe Moricci (Florenz 1806–1879), der der damaligen Exhumierung beiwohnte, beschrieb die Leiche Francescos mit herabhängender rechter Gesichtshälfte, rechter Klauenhand, nach innen rotierter rechter Schulter, geschwundenem rechten Wadenmuskel und rechtem Klumpfuß, der außerdem orthopädisch angepasstes Schuhwerk aufwies, was für einen Schlaganfall spricht. Ursache und Zeitpunkt des Schlaganfalls sind unbekannt. Jedoch sind Blutungen in die Capsula interna des Gehirns als Folge von Malariainfektionen bekannt. In allen offiziellen Porträts, die während seiner Lebenszeit gemalt wurden, ist der Großherzog immer in bester Gesundheit und Verfassung dargestellt.
Da Francesco weder aus seiner ersten noch aus seiner zweiten Ehe überlebende legitime männliche Nachkommen hatte, wurde sein Bruder Kardinal Ferdinando Großherzog, der daraufhin sein Amt als Kardinal aufgab.

## Nachkommen
Aus seiner ersten Ehe hatte Francesco acht Kinder:
- Eleonora (* 28. Februar 1567; † 9. September 1611) ⚭ 1584 Vincenzo I. Gonzaga (1562–1612), Herzog von Mantua
- Romola (* 20. November 1568; † 2. Dezember 1568)
- Anna (* 31. Dezember 1569; † 19. Februar 1584)
- Isabella (* 30. September 1571; † 8. August 1572)
- Lucrezia (* 7. November 1572; † 14. August 1574)
- Maria (* 26. April 1575 in Florenz; † 3. Juli 1642 in Köln) ⚭ 5. Oktober 1600 Henri IV., König von Frankreich (1553–1610)
- Filippo (* 20. Mai 1577; † 29. März 1582)
- Totgeburt (* 10. April 1578; † 10. April 1578)

Darüber hinaus hatte er Pellegrina (* 1564), die Mutter war Francescos zweite Ehefrau Bianca, und Antonio (* 29. August 1576; † 2. Mai 1621), den Adoptivsohn seiner zweiten Ehefrau Bianca Cappello, adoptiert.